# Батіст Сантамарія
Батіст Сантамарія (фр. Baptiste Santamaria, нар. 9 березня 1995, Сен-Дульшар) — французький футболіст, півзахисник клубу «Ренн».
Виступав, зокрема, за клуби «Тур» та «Анже».

## Ігрова кар'єра
Народився 9 березня 1995 року в місті Сен-Дульшар. Вихованець юнацьких команд футбольних клубів «Бурж» та «Тур».
У дорослому футболі дебютував 2013 року виступами за команду «Тур-2», у якій провів три сезони, взявши участь у 17 матчах чемпіонату. Також грав за головну команду з Тура наступні три сезони своєї ігрової кар'єри. Більшість часу, проведеного у складі «Тура», був основним гравцем команди.
Згодом з 2016 по 2021 рік грав у складі команд «Анже» та «Фрайбург».
До складу клубу «Ренн» приєднався 2021 року. Станом на 10 серпня 2022 року відіграв за команду з Ренна 46 матчів в національному чемпіонаті.

## Статистика виступів

### Статистика клубних виступів
| Сезон             | Команда           | Чемпіонат         | Чемпіонат | Чемпіонат | Національний кубок | Національний кубок | Національний кубок | Континентальні кубки | Континентальні кубки | Континентальні кубки | Інші змагання | Інші змагання | Інші змагання | Усього | Усього | Усього |
| Сезон             | Команда           | Ліга              | Ігор      | Голів     | Ліга               | Ігор               | Голів              | Ліга                 | Ігор                 | Голів                | Ліга          | Ігор          | Голів         | Ігор   | Голів  |        |
| ----------------- | ----------------- | ----------------- | --------- | --------- | ------------------ | ------------------ | ------------------ | -------------------- | -------------------- | -------------------- | ------------- | ------------- | ------------- | ------ | ------ | ------ |
| 2013–14           | «Тур»             | Л1                | 23        | 4         | КФ+КЛ              | 0+1                | 0                  |                      | -                    | -                    |               | -             | -             | 24     | 4      |        |
| 2014–15           | «Тур»             | Л2                | 35        | 4         | КФ+КЛ              | 2+1                | 0                  |                      | -                    | -                    |               | -             | -             | 38     | 4      |        |
| 2015–16           | «Тур»             | Л2                | 32        | 6         | КФ+КЛ              | 2+2                | 0                  |                      | -                    | -                    |               | -             | -             | 36     | 6      |        |
| Усього за кар'єру | Усього за кар'єру | Усього за кар'єру | 90        | 14        |                    | 8                  | 0                  |                      | -                    | -                    |               | -             | -             | 98     | 14     |        |
| 2016–17           | «Анже»            | Л1                | 37        | 0         | КФ+КЛ              | 6+0                | 0                  |                      | -                    | -                    |               | -             | -             | 43     | 0      |        |
| 2017–18           | «Анже»            | Л1                | 31        | 0         | КФ+КЛ              | 1+1                | 0                  | -                    | -                    | -                    | -             | -             | -             | 33     | 0      |        |
| 2018–19           | «Анже»            | Л1                | 38        | 1         | КФ+КЛ              | 1+1                | 0                  | -                    | -                    | -                    | -             | -             | -             | 40     | 1      |        |
| 2019–20           | «Анже»            | Л1                | 28        | 1         | КФ+КЛ              | 2+0                | 0                  | -                    | -                    | -                    | -             | -             | -             | 30     | 1      |        |
| Усього за Angers  | Усього за Angers  | Усього за Angers  | 134       | 2         |                    | 12                 | 0                  |                      | -                    | -                    |               | -             | -             | 146    | 2      |        |
| Усього за кар'єру | Усього за кар'єру | Усього за кар'єру | 224       | 16        |                    | 20                 | 0                  |                      | -                    | -                    |               | -             | -             | 244    | 16     |        |